# スカイトランシーバー
スカイトランシーバー（Skytransceiver）は、NECネッツエスアイが製造・販売するIP無線アプリのブランド名（登録5779100）。

## 概要
IP無線アプリをAndroidまたはiOS端末にインストールすることで、同じチャンネルに属するメンバー全員へ音声、テキストチャット、位置情報を一斉同報できるスマートフォンアプリである。なお、サブスクリプション方式となっており、利用にあたっては有償契約が必要（14日間の無料トライアル期間有り）。